# Furness Line
| British Rail Class 153 im Bahnhof Lancaster |                                             |                                      |                                      |
| Streckenlänge: | 45,97 km                                    |                                      |                                      |
| Spurweite: | 1435 mm (Normalspur)                        |                                      |                                      |
| Stromsystem: | 25 kV/50 Hz (London-Paddington – Swindon) ~ |                                      |                                      |
| Streckengeschwindigkeit: | 97 km/h                                     |                                      |                                      |
| Zweigleisigkeit: | ja                                          |                                      |                                      |
| |                                             |                                      |                                      |
| \| \| \| Cumbrian Coast Line \| \| \| \| \| \| \| \| \| \| Barrow-in-Furness \| \| \| \| \| Furness Abbey \| \| \| \| \| Roose \| \| \| \| \| Barrow Hafen \| \| \| \| \| Kraftwerk \| \| \| \| \| Dalton-in-Furness \| \| \| \| \| nach Stainton with Adgarley \| \| \| \| \| Ulverston \| \| \| \| \| nach Bardsea \| \| \| \| \| nach Lakeside \| \| \| \| \| Leven \| \| \| \| \| Cark and Cartmel \| \| \| \| \| Kents Bank \| \| \| \| \| Grange-over-Sands \| \| \| \| \| River Kent \| \| \| \| \| Arnside \| \| \| \| \| zur WCML bei Hincaster \| \| \| \| \| Silverdale \| \| \| \| \| West Coast Main Line Richtung Norden \| \| \| \| \| Leeds to Morecambe Line \| \| \| \| \| Carnforth \| \| \| \| \| \| \| \| \| \| Morecambe Branch Line \| \| \| \| \| Lancaster \| \| \| \| \| West Coast Main Line Richtung Süden \| \| |                                             |                                      |                                      |
| Strecke |                                             | Cumbrian Coast Line                  | Cumbrian Coast Line                  |
| Strecke von links · Strecke quer · Abzweig geradeaus, nach rechts und ehemals von rechts |                                             |                                      |                                      |
| Bahnhof · Abzweig nach links und von links · Strecke von rechts |                                             | Barrow-in-Furness                    | Barrow-in-Furness                    |
| Strecke · ehemaliger Bahnhof · Strecke |                                             | Furness Abbey                        | Furness Abbey                        |
| Strecke · Bahnhof · Strecke |                                             | Roose                                | Roose                                |
| Abzweig quer und nach links · Abzweig quer und ehemals von rechts · Strecke nach rechts · Strecke |                                             | Barrow Hafen                         | Barrow Hafen                         |
| Betriebs-/Güterbahnhof Streckenende (Strecke außer Betrieb) · Strecke |                                             | Kraftwerk                            | Kraftwerk                            |
| Bahnhof |                                             | Dalton-in-Furness                    | Dalton-in-Furness                    |
| Abzweig geradeaus und ehemals nach rechts |                                             | nach Stainton with Adgarley          | nach Stainton with Adgarley          |
| Bahnhof |                                             | Ulverston                            | Ulverston                            |
| Abzweig geradeaus und ehemals von rechts |                                             | nach Bardsea                         | nach Bardsea                         |
| Abzweig geradeaus, ehemals nach links und ehemals von links |                                             | nach Lakeside                        | nach Lakeside                        |
| Brücke über Wasserlauf |                                             | Leven                                | Leven                                |
| Bahnhof |                                             | Cark and Cartmel                     | Cark and Cartmel                     |
| Bahnhof |                                             | Kents Bank                           | Kents Bank                           |
| Bahnhof |                                             | Grange-over-Sands                    | Grange-over-Sands                    |
| Brücke über Wasserlauf |                                             | River Kent                           | River Kent                           |
| Bahnhof |                                             | Arnside                              | Arnside                              |
| Abzweig geradeaus und ehemals nach links |                                             | zur WCML bei Hincaster               | zur WCML bei Hincaster               |
| Bahnhof |                                             | Silverdale                           | Silverdale                           |
| Strecke · Strecke |                                             | West Coast Main Line Richtung Norden | West Coast Main Line Richtung Norden |
| Abzweig geradeaus, nach links und von links · Kreuzung geradeaus unten |                                             | Leeds to Morecambe Line              | Leeds to Morecambe Line              |
| |                                             | Carnforth                            |                                      |
| Strecke nach links · Abzweig geradeaus und von rechts |                                             |                                      |                                      |
| Abzweig geradeaus, nach rechts und von rechts |                                             | Morecambe Branch Line                | Morecambe Branch Line                |
| Bahnhof |                                             | Lancaster                            | Lancaster                            |
| Strecke |                                             | West Coast Main Line Richtung Süden  | West Coast Main Line Richtung Süden  |

Die Furness Line ist eine Eisenbahnlinie in Nord-West England, die von Barrow-in-Furness über Ulverston und Grange-over-Sands führt. Die Bahnlinie hat bei Carnforth eine Verbindung zur West Coast Main Line und wird nördlich von Barrow in der Cumbrian Coast Line fortgeführt.
Eine Nebenstrecke, die in Ulverston nach Lakeside abzweigte, wird nach ihrer Stilllegung 1965 heute von der Lakeside and Haverthwaite Railway als eine Museumseisenbahn betrieben.
Die Zugverbindungen werden zwischen Barrow-in-Furness über Carnforth nach Lancaster und Manchester von TransPennine Express betrieben. Weitere Verbindungen zwischen Lancaster und Barrow mit Fortsetzung in Richtung Carlisle über die Cumbrian Coast Line werden von Northern Rail betrieben.

## Kunstbauten

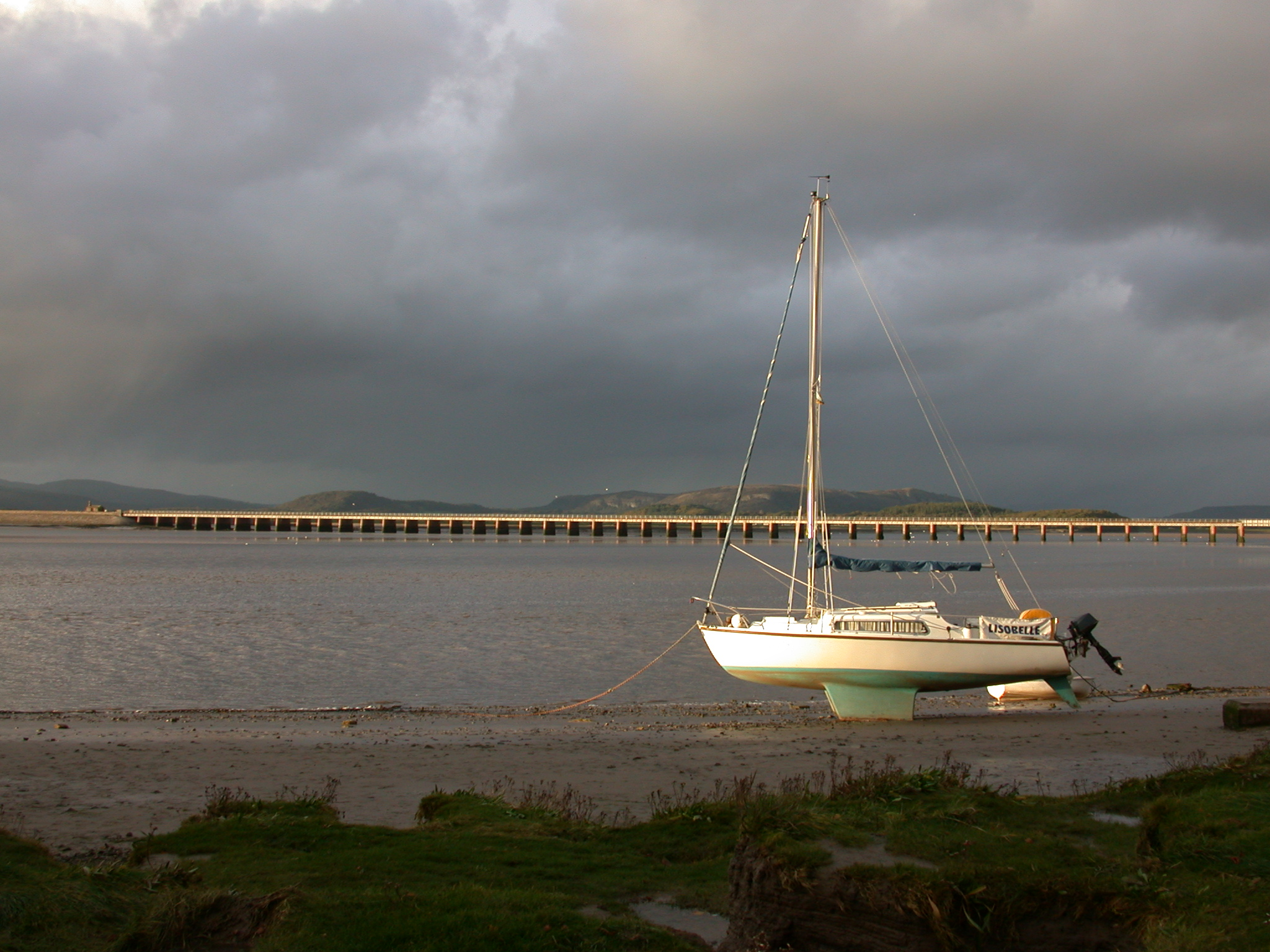
Blick auf die Eisenbahnbrücke über die Mündung des Kent in die Morecambe Bay

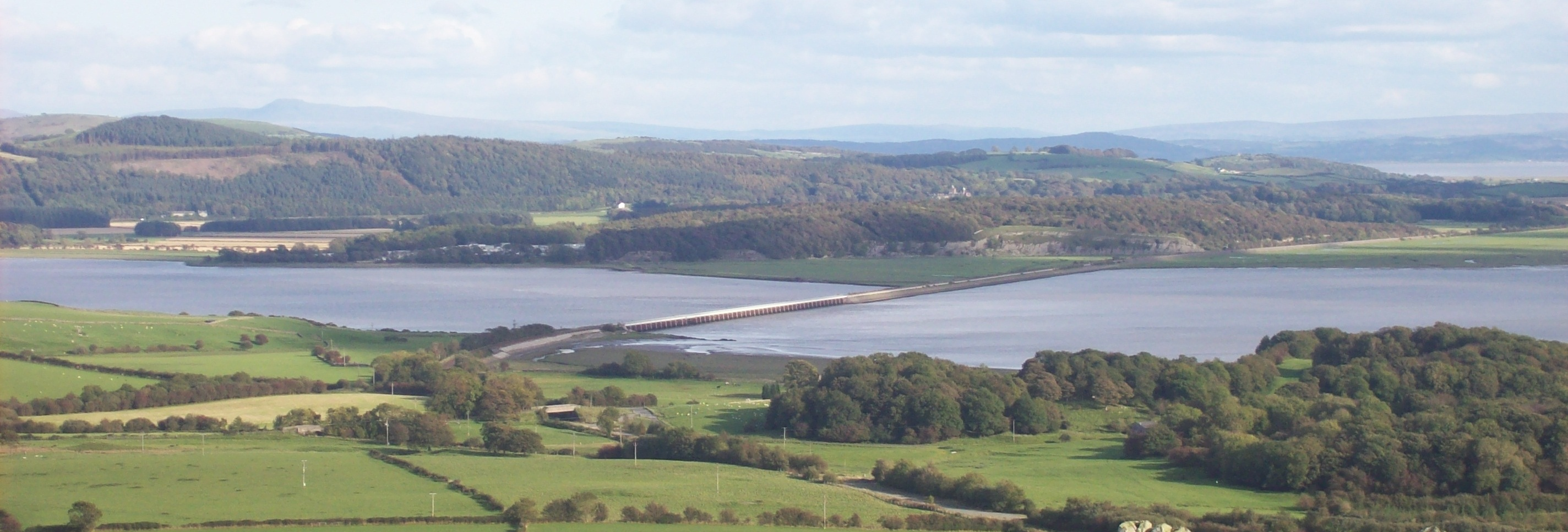
Mündung des Leven in die Morecambe Bay mit Eisenbahnbrücke

Die bedeutendsten Brücken der Strecke sind die Überquerungen der Mündungen der Flüsse Kent zwischen Arnside und Grange-on-Sands und Leven zwischen Cark and Cartmel und Ulverston in die Morecambe Bay.